# Die Gefräßigen
Die Gefräßigen (Originaltitel: Les voraces) ist ein 1973 veröffentlichter Kriminalfilm von Sergio Gobbi, der auch das Drehbuch geschrieben hat. In den Hauptrollen sind Helmut Berger und Françoise Fabian zu sehen.

## Handlung
In einem Casino an der Riviera ist Kosta Croupier. Umgeben von der Luxuswelt der Schönen und Reichen sehnt sich auch Kosta nach Reichtum und Glück. Eines Tages bietet sich für ihn die Gelegenheit, er überfällt einen reichen Spieler. Unglücklicherweise verstirbt der dabei und dessen Frau Lara hat Kosta beobachtet. Doch Lara denkt nicht daran, Kosta an die Polizei zu verraten. Sie beginnt mit ihm eine heiße Affäre, doch die Polizei hat bereits ein Auge auf die Protagonisten geworfen.

## Kritiken
„Erpressung, Intrigen und Korruption aller Beteiligten liefern die Versatzstücke für einen mäßig spannenden Kriminalfilm mit ungewöhnlichem Ausgang: Weil jeder in der Falle sitzt, wird alles unter den Tepppich gekehrt. Ein düsteres, psychologisch wenig differenziertes Gesellschaftsbild in aufwendiger Inszenierung.“

„Ein gerissener französischer Film, bei dem nichts so verläuft, wie man es vermutet.“

## Hintergrund
Der italienische Titel Così bello, così corrotto, così conteso! bedeutet deutsch „So schön, so verdorben, so kampflustig“.